# Тонкин (залив)
Тонкинският залив, също наричан Бак Бо, или Бейбу, (на виетнамски: Vịnh Bắc Bộ, на опростен китайски – 北部湾, на традиционен китайски – 北部灣, и на пинин – Běibù Wān) е обширен залив межд, крайбрежието на Централен и Северен Виетнам на запад и Южен Китай на север и изток. Той има формата на плътно изписано „С“ и представлява северозападно продължение на Южнокитайско море. Заливът има два входа – североизточен и югоизточен. Североизточният вход е протокът Хайнан (Цюнчжоу), широк 30 km и средна дълбочина 120 m. Югоизточният вход, широк 220,4 km, е условно ограничен от линията между виетнамския остров Кон Ко (17°09′ с.ш., 107°20′ и.д.) и точката „Оанх Ка“ на китайския остров Хайнан.
Площта на залива е около 126 250 km², ширина до 326 km; бреговата ивица на Виетнам е дълга 763 km, а тази на Китай 695 km. Очертанията на залива са образувани на запад/югозапад от Северен Виетнам и северозапад от Виетнам, на север от Китайската провинция Гуанси, на североизток от полуостров Лейджоу, а на изток от остров Хайнан. Приливите са денонощни, с височина до 2,9 m. Заливът е от високо икономическо значение за Виетнам и Китай. В миналото той дава име на провинция Тонкин, бивш френски протекторат, където се намира и днешната столица Ханой. Акваторията на залива е обект на териториални спорове между Китай и Виетнам до юни 2004, когато двете страни ратифицират подписаното на 25 декември 2000 споразумение за териториалните си води и то влезе официално в сила.

## Етимология
Алтернативното име на залива, Бейбу, на виетнамски и на китайски (съответно Vịnh Bắc Bộ и Běibù Wān) означава „Северен Залив“. Докато името Тонкин, написано „東京“ или Đông Kinh на виетнамската азбука, означава „източна столица“ и е било топоним за град Ханой, съвременна столица на Виетнам. Любопитното е, че по същия начин се изписва и името на град Токио („東京“) и означава също „източна столица“.

## Икономическа значимост
Заливът Тонкин е изключително продуктивен. Той е дом на повече от 500 вида риба, повече от 230 вида скариди (squillidae) и около 50 вида главоноги. От тези, повече от 30 вида риба, 20 вида скариди, и 20 вида главоноги (цефалоподи) имат индустриално значение. Заливът има депозити на нефт и природен газ. По оценки на специалистите, залежите на нефт се оценяват на 2,29 милиарда тона, а на газ, 1,444 милиарда м3.

## Подялба на залива
Заливът е естествено продължение на Южнокитайско море и ресурсите му стават повод за дълги и сериозни пререкания между Виетнам и Китай. Международните договори не са напълно приложими поради географските особености на залива и интерпретацията на текстовете. През 2000 е постигнато взаимноизгодно и балансирано споразумение, което е ратифицирано през 2004,

### История
Съвременният конфликт между Виетнам и Китай датира от 1974, след края на Войната във Виетнам, когато възниква трудност за интерпретация на договора от 1887 сключен между Франция и Китай. Като причина за споровете се посочва терминологично разминаване, а освен това, предложената линия на подялба е меридианът минаващ през 108º03'13"и.д. (по Гринуич) докато бреговата линия на Виетнам е под ъгъл спрямо меридиана, предимно около 43 – 45 градуса. Така поставена линията за подялба на залива е неудобна и за двете страни по различни причини. Споровете и изострените взаимоотношения продължават до 1991 година, когато страните нормализират дипломатическите си отношения и започват диалог.

### Разрешаване на конфликта
През 1993, на 19 октомври двете страни се договарят за основните принципи за уреждане на диспута. В резултат на преговорите страните очертават взаимноизгодни граници на залива, като (1)определят ограничителната линия на река Беилун (кит.)/Ка Лонг (виет.), (2) споразумяват се за входа на залива определен от остров Кон Ко и точката Оанх Ка на китайския остров Хайнан с координати 18º 30' 19” с.ш. и 108º 41' 17” и.д., (3) подробно се разглеждат и разрешават други спорни моменти; (4) очертаната гранична линия дава 53,23% от площта на залива на Виетнам и 46,77% на Китай. 
Що се отнася до риболова в залива, двете страни са в разговори от 1926 година, когато с Декрет от 9 декември френското правителство активира закона за Френските териториални води от 1 март 1888. Последват преразпределения и преначертавания на линията определяща френските териториални води. През 1957, 1961 и 1963 се подписват договори, които изтичат през 1971. Според конвенцията за зони на екслузивен икономически интерес, всяка морска страна може да претендира за ивица широка 200 морски мили. Заливът е широк само 176 морски мили, поставяйки двете страни в неудобно положение. В резултат на подписаното споразумение се обособява „Обща Риболовна Зона“.

## Инцидентът през 1964
На 4 август 1964, американският президент Линдън Джонсън погрешно съобщава, че военните сили на Северен Виетнам са атакували на два пъти американски ескадрени миноносци в Тонкинския залив Познато днес като Тонкински инцидент, това събитие довежда до Тонкинската Резолюция от 7 август 1964, явявайки се по този начин начало на Войната между Северен Виетнам и САЩ.